# Palazzo Fruscione
Il palazzo Fruscione si trova nella parte più antica del centro storico di Salerno, vicino all'antica via dei Canali della Salerno romana.
Il palazzo, iniziato nel XIII secolo, poggia parzialmente sui resti di un complesso termale di epoca imperiale e si trova nei pressi dell'antica corte arechiana. Suo proprietario fu probabilmente il medico salernitano Giovanni da Procida. La sua ubicazione in passato ha fatto ipotizzare l'erronea identificazione con la residenza del duca longobardo Arechi II. Tale tesi è risultata priva di fondamento in quanto il Chronicon Salernitanum situa la cappella palatina di San Pietro a Corte a nord della reggia di Arechi: il palazzo Fruscione, invece, si trova a sua volta a nord della suddetta chiesa.

## Storia

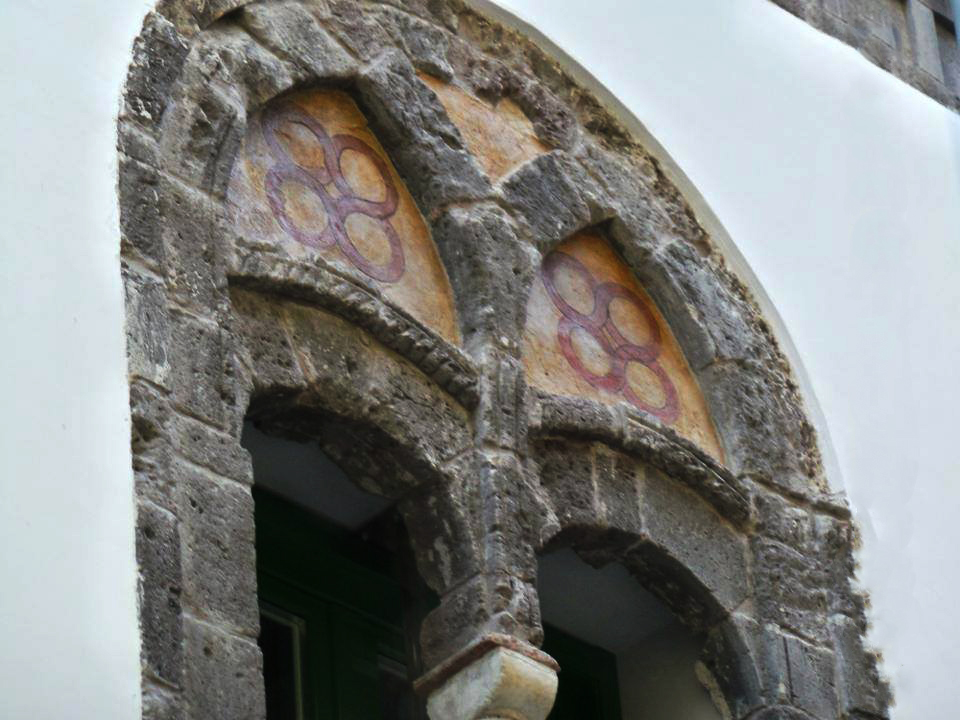
Bifora su vicolo Barbuti

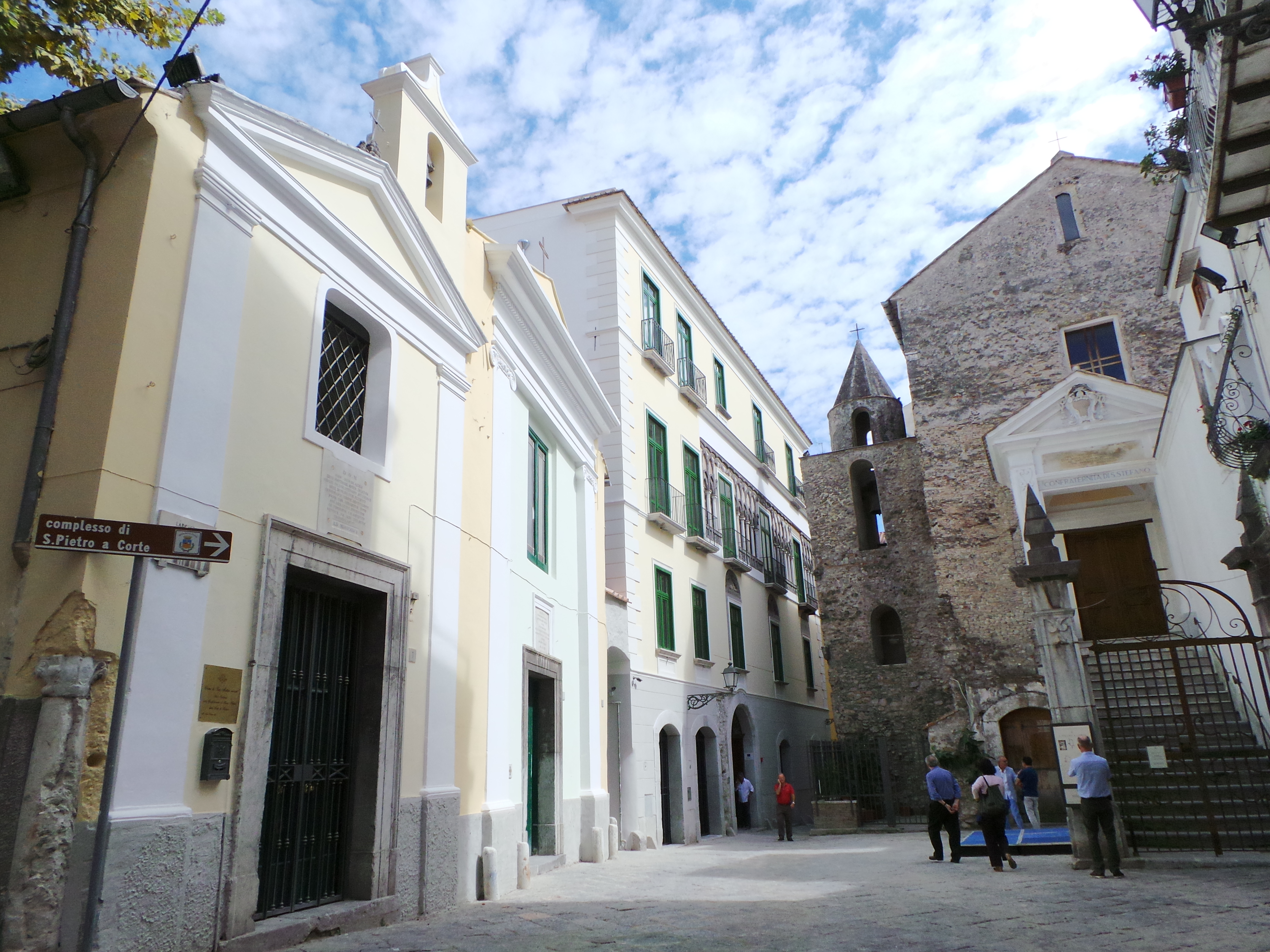
Largo San Pietro a Corte

Il palazzo fu costruito nel corso del XIII secolo. Alcuni studiosi lo ritennero la reggia arechiana, altri un semplice edificio di pregio di età medioevale e altri ancora un rifacimento di epoca sveva del palazzo di Arechi II. Al 1738 risale un documento notarile che descrive l'edificio, allorquando fu ceduto in enfiteusi a Bartolomeo Longo dal Capitolo della Cattedrale, al quale l'aveva lasciato in eredità in canonico Francesco Inglese. Dal documento si evince che palazzo Fruscione non era sede di civili abitazioni ma una "casa di alloggiamento" e da ciò si spiegano le numerose stalle situate al piano terra. Inoltre a questo periodo risale l'ampliamento della struttura verso occidente dove precedentemente sorgeva anche l'ingresso principale nel largo Sant'Antonio Abate ossia di Vienna. L'ingresso viene descritto come "un portone di fabbrica e legname con coda di pavone sopra con loggetta scoverta" probabilmente in riferimento ad un motivo decorativo del portone. Lo spostamento dell'ingresso sul lato meridionale probabilmente risale al XIX secolo inoltrato con la presenza di un portone centrale e due coppie di magazzini ai lati. Proprio le aperture alla sinistra del portone costituiscono la parte aggiunta in quanto, prima del portone, è posta una colonna angolare che nel Medioevo scandiva i limiti dell'edificio. Dal documento notarile si evince che sul prospetto orientale il palazzo comunicava con il palazzo di fronte, chiamato "La Figurella" e sede dell'Ospedale dei Pellegrini. Un primo restauro alla struttura vi fu negli anni cinquanta ad opera di Giorgio Rosi che introdusse alcuni elementi mancanti (come le colonne decorative del secondo livello). Nel 1967 il palazzo fu espropriato alla famiglia Fruscione (da cui prende il nome) e solamente nel 2009 sono iniziati i lavori di restauro, per un importo di 5 milioni di €, sotto la direzione dell'architetto Mario dell'Acqua e con la collaborazione, per quanto riguarda la parte archeologica e storica, del professore Paolo Peduto. Nel corso degli ultimi lavori è stato eliminato il quarto livello aggiunto nel XIX secolo al fine di consolidare l'interno.

## Descrizione

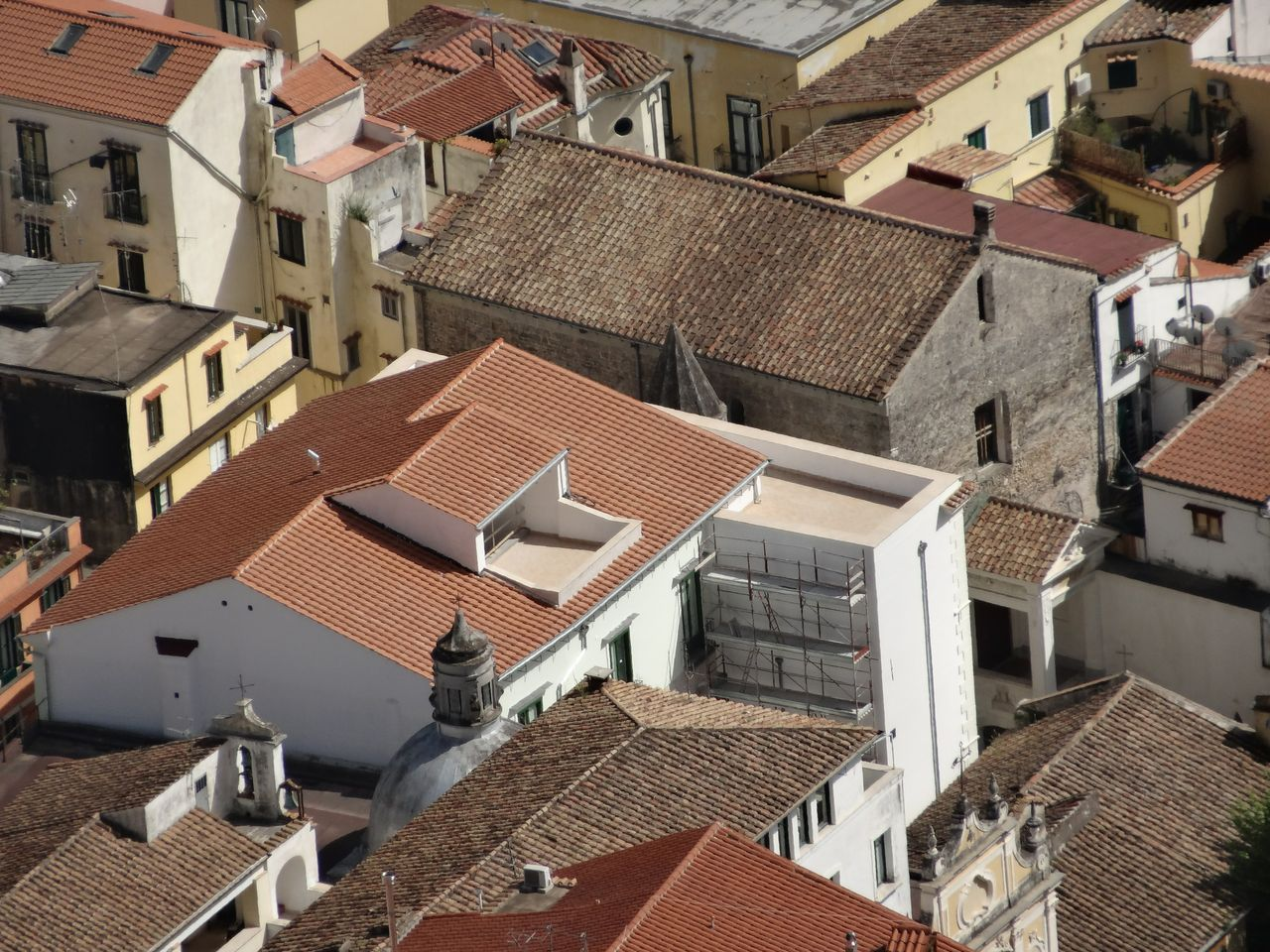
Palazzo Fruscione dal Castello di Arechi

Palazzo Fruscione conserva i resti di un edificio normanno costituito da almeno due piani e due corpi di fabbrica con livelli differenti. Nel XIII secolo fu interessato da lavori di ristrutturazione insieme al riassetto della strada e probabilmente a quel periodo risalgono i tre portali sul vicolo dei Barbuti. Gli ambienti su vicolo Adelberga furono realizzati verso la fine del XIII secolo mentre il secondo piano risulta con un unico intervento concluso verso l'inizio del XIV secolo. Il pian terreno nel XVII secolo fu adibito a stalle e con questa riconversione si perse l'antica scalinata d'accesso ai piani superiori a coda di pavone. Nel XIX secolo si tentò di recuperare la bellezza di questi ambienti impreziosendoli con decori come due stipiti di marmo decorati con temi vegetali.
L'edificio conserva tre ordini caratterizzati da pregevoli elementi architettonici. La facciata orientale presenta al pian terreno tre portali sormontati da archi a tutto sesto con tarsie in tufo grigio e giallo, al primo piano cinque bifore scolpite, di cui una conserva una decorazione dipinta in rosso raffigurante degli anelli intrecciati, e al secondo piano una serie di polifore intrecciate caratterizzate da archi acuti sorretti da piccole colonne.

### Epoca normanna

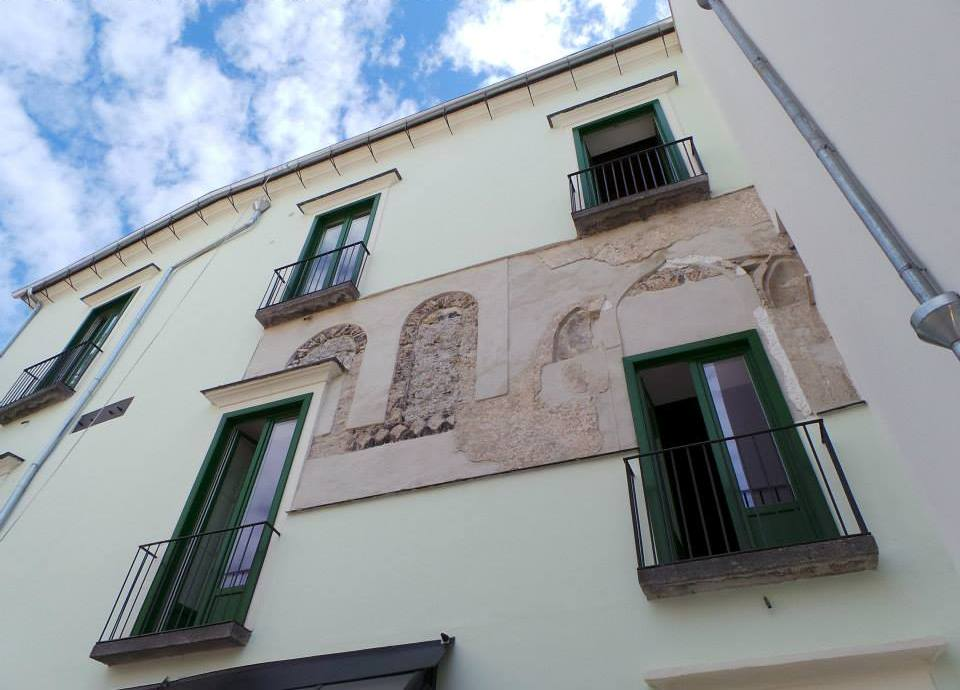
Le monofore sul prospetto Ovest

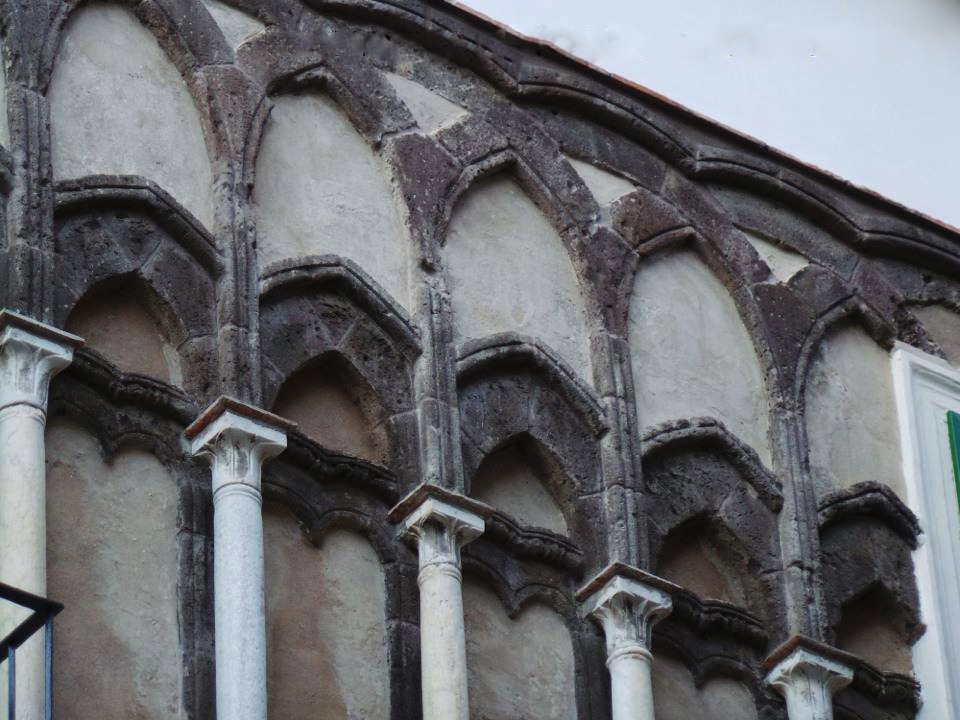
Polifore su vicolo Adelberga

I paramenti murari più antichi sono quelli che persistono su l'attuale via Canale. Su questa facciata, nel corso del restauro degli anni cinquanta, fu rinvenuta una tarsia caratterizzata da una decorazione a rombi in tufi gialli e grigi e, con la successiva asportazione di diversi strati d'intonaco sono venute alla luce due monofore realizzate in tufo e laterizio.
Sempre sul versante occidentale, al pian terreno, recentemente è emersa una decorazione simile non ricollegabile però a quella del piano sovrastante in quanto si trova in un corpo più arretrato verso est. In questo caso si tratta di un portale con arco a tutto sesto in conci bicromi sovrastanti un arco minore decorato con rombi di cui le parti più scure risultano di tufo grigio mentre quelli chiari sono intonacati. Gli stipiti della muratura sono costituiti da blocchi di arenaria che si ritrovano anche in altre aperture.
Nella parte più alta del paramento è presente una decorazione costituita da blocchi di tufo incorniciati da laterizi. Questa decorazione è da considerarsi una fascia marcapiano oppure un parapetto a cui si legavano le finestre sempre realizzate con tufo e laterizio. Per quanto riguarda le tarsie bicrome sono paragonabili alla Cattedrale di Salerno e al vicino Castel Terracena il che data la fase più antica di palazzo Fruscione al XII secolo. Al secondo piano, nella parte sud, è possibile confrontare due corpi di fabbrica diversi, uno in pietra più chiara ed uno dove si trovano le monofore normanne, cosa non possibile invece al primo piano a causa della realizzazione di ambienti moderni e di un barbacane antisismico. Sul corpo di fabbrica più recente sono riscontrabili due tipi di decorazioni architettoniche: da una parte sono presenti tracce di un sistema di archi a tutto sesto intrecciati che formano nicchie archiacute in stucco, dall'altra pochi resti nell'intonaco di una decorazione a tema vegetale con foglie e racemi. Sul fronte occidentale sussistevano due decorazioni architettoniche rimaste però inalterate e mai unificate allo stile del secondo livello, probabilmente perché questo prospetto perse importanza con la presenza del corpo di fabbrica inferiore. All'interno la finestra in tufo e laterizio fa riferimento ad un piano di calpestio più alto rispetto a quello attuale di circa 140 cm. Alla fase normanna risale anche una colonna con capitello di reimpiego caratterizzato da semplici foglie e paragonabile a quelli delle cattedrale di Aversa.

### Epoca angioina

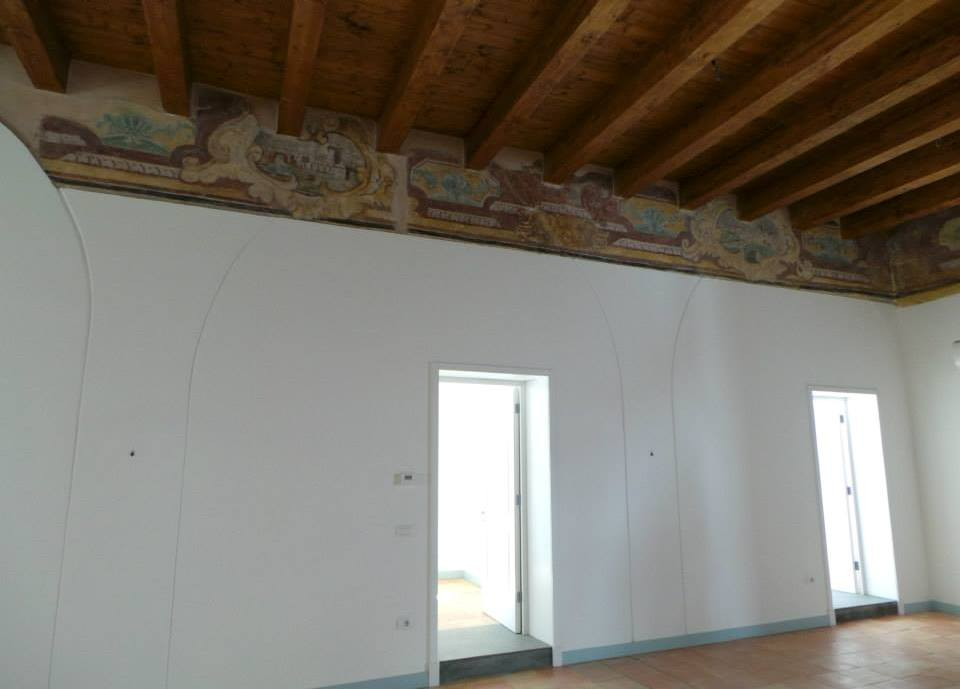
Alcuni elementi decorativi dei saloni di Palazzo Fruscione

Gli elementi architettonici decorati a tarsie policrome su vicolo Barbuti sono i simboli più evidenti della fase medioevale. Grazie alle prime fasi di scavo si è riuscito a capire che gli ambienti meridionali risalgono alla prima metà del XIII secolo e, con l'asportazione dell'intonaco, si è rivelato che gli spazi interni erano scanditi da pareti con archi dalla forma acuta che mostrano laterizi alternati da conci di arenaria. Gli scavi hanno rivelato anche vari impianti di frequentazione medioevali fino a circa 80 cm di profondità. La fossa di fondazione aveva tagliato diversi piani pavimentali tra cui il più recente, databile intorno al XIII secolo per il ritrovamento di due monete sveve, dimostrano che i muri oggi visibili furono eretti dopo questo periodo. Sul prospetto su vicolo Barbuti sono presenti tre portali di cui quello centrale, essendo più grande e presentando le decorazioni più articolate, era quello principale per cui, il piccolo locale retrostante, risulta come raccordo o parte di un ambiente ridimensionato. La terza porta con tarsie aperta più a sud, è stata indagata dall'interno con un saggio di scavo ed il suo calpestio originario è stato rinvenuto a quota 8.80 m. Ciò conferma che le tre porte intarsiate funzionarono insieme e sono quindi contemporanee. Lo scavo ha inoltre portato alla luce due cisterne di cui, la più antica, ricoperta di materiale della fine del XIII secolo mentre la seconda coeva al pavimento a quota 8.80 m.

## Gli scavi

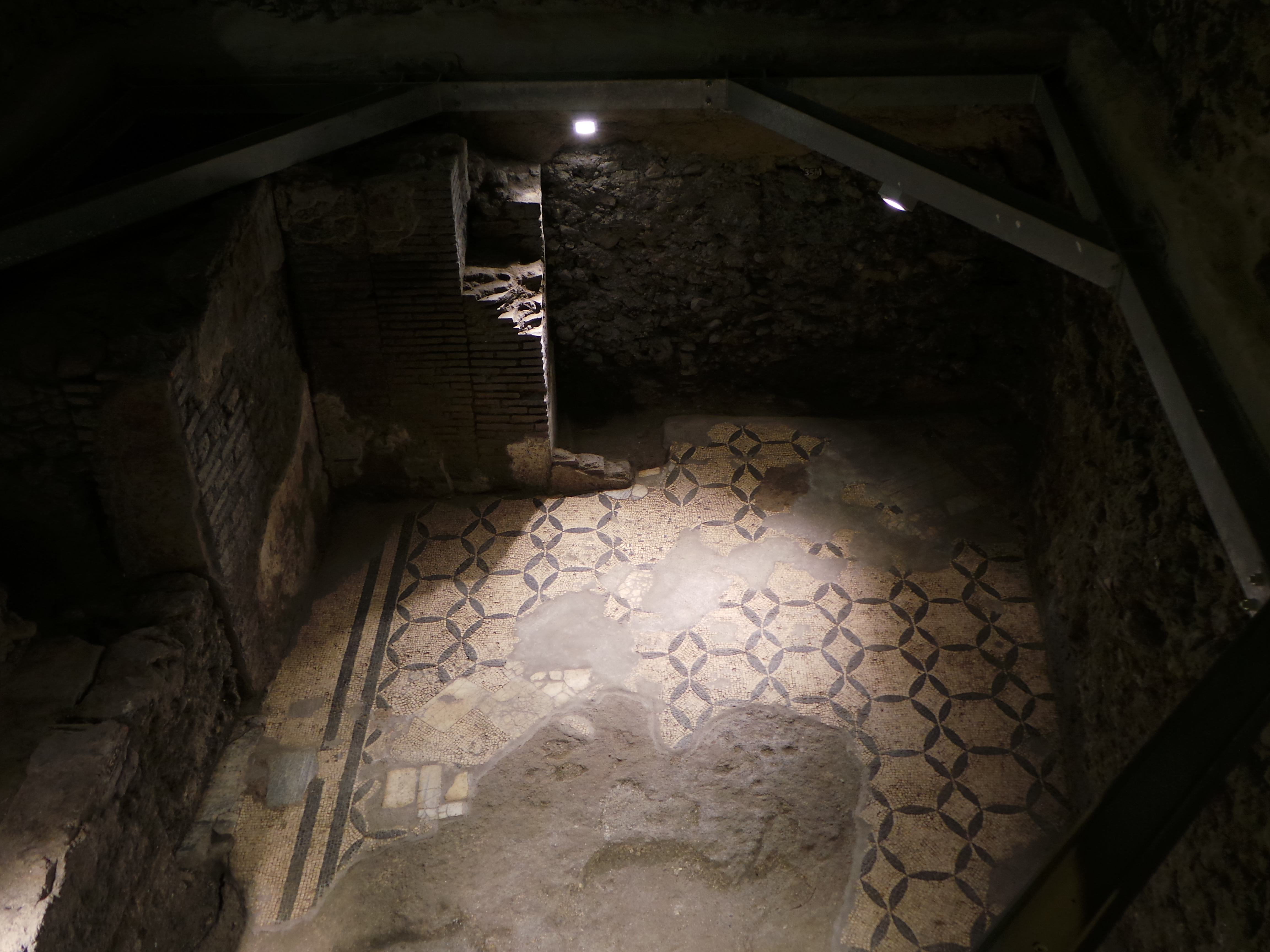
Resti di pavimentazione romana al di sotto di Palazzo Fruscione

Durante i lavori di restauro degli anni '10 del XXI secolo sono state rinvenute tracce di muratura che rinviano ad un complesso termale d'epoca imperiale, dei mosaici e degli affreschi del II secolo. L'ambiente con il mosaico, le cui pareti sono rivestite da decorazioni in rilievo di stucco e dipinti, apparteneva alle terme di I-II secolo d.C., individuate nel sedime del palazzo arechiano posto a sud di palazzo Fruscione. Tracce di ben tre successivi restauri del mosaico fanno comprendere che le terme furono frequentate per un tempo piuttosto lungo. La lunga durata della vita delle terme è testimoniata oltre che dagli interventi sul mosaico, anche dalle tracce di restauri strutturali realizzati in età romana, come si evince da successivi ispessimenti in laterizio delle murature. L'indagine archeologica ha evidenziato che in seguito all'abbandono delle terme, a metà del V secolo, l'area fu utilizzata come cantiere edilizio: il rinvenimento dei resti di officine artigianali per la realizzazione di manufatti vitrei e metallici induce a ritenere che le officine servissero le costruzioni della vicina cappella funeraria del vir spectabilis Socrates, oggi sottoposta alla cappella palatina del dux longobardo Arechi II. In seguito, tra il VI e il VII secolo, l'area indagata, posta nei pressi della chiesa cimiteriale paleocristiana, ospitò alcune sepolture (due) rinvenute, disturbate dagli interventi costruttivi dei secoli successivi.  Nell'VIII secolo l'uso cimiteriale dei luoghi si interruppe e lo spazio oggi occupato dal palazzo entrò sicuramente a far parte del sedime della corte longobarda. Nei vani meridionali del palazzo sono state messe in evidenza alcune strutture del IX-X secolo, tra queste un imponente muro con andamento nord-sud il quale è stato individuato in diversi ambienti. Esso era fondato su strati alluvionali tardo antichi e potrebbe rappresentate il limite della Curtis longobarda arechiana.
L'esplorazione di un ambiente rettangolare, ubicato nella zona prospiciente vicolo Adelberga, ha permesso di indagare un butto dell'XI secolo con numerosi resti di pasto, ossi animali, tra cui un equino, numerosi resti di capri-ovini e suini, ceramica da mensa e da dispensa, semi e legumi. Tra le ceramiche si distinguono alcune parti di un recipiente a vetrina "pesante", un tipo di rivestimento vetroso steso sul corpo ceramico prima della cottura. Tali contenitori per il loro costo elevato non sono frequenti e indicano, tra l'altro, l'appartenenza al ceto elitario degli abitanti dell'area. Negli ambienti a sud sono state messe in luce alcune strutture appartenenti all'epoca sveva. in particolare sono stati riconosciuti il piano di calpestio e la porta meridionale in uso nell'edificio nella prima metà del XIII secolo. Il piano pavimentale copriva un battuto più antico coevo a una cisterna utilizzata come butto. È dunque probabile che in quest'epoca l'area fu sottoposta a una riorganizzazione generale, probabilmente per aggregare parti diverse, creando una nuova spazialità che inglobò i piccoli ambienti antistanti la strada. Lo scavo praticato all'interno dell'ambiente sud ovest ha mostrato le fossa di fondazione dei muri perimetrali che furono praticate in un battuto pavimentale di malta in cui erano alloggiate due monete dell'età di Manfredi confermando la cronologia angioina della costruzione dei vani oggi visibili e dimostrando che i piccoli ambienti trapezoidali a fronte strada sono coevi al muro meridionale del salone centrale.

## Eventi ospitati
Ad oggi la struttura, non essendo stata stabilita la funzione definitiva, ha ospitato diverse manifestazioni, mostre ed eventi:
- Spot School Award – Mediterranean Creativity Festival, 22-24 maggio 2014
- La città del benessere, 26-28 settembre 2014
- Biennale d'arte contemporanea, dall'11 ottobre al 6 gennaio 2014
- Spot School Award – Mediterranean Creativity Festival, 28-30 maggio 2015
- Mulieres - personale di Milo Manara (Napoli Comicon), dal 3 febbraio al 1º marzo 2015
- VinArte, 9-17 maggio 2015
- Salerno in Fantasy, 3-5 luglio 2015
- Iconica, dal 21 novembre al 10 gennaio 2016
- Face to Face, dal 22 marzo al 1º maggio 2016
- Dino Pedriali (Pier Paolo Pasolini – Nostos : Il ritorno) 1975 – 1999, dal 26 febbraio al 16 marzo 2016
- Arte Salerno, 2-5 giugno 2016
- Arte Salerno Archiviato il 12 settembre 2018 in Internet Archive. 2017, 4-11 Giugno 2017
- L'incredibile Marvel (Napoli Comicon), dal 1º luglio al 7 agosto 2016